# Proplatycnemis pseudalatipes
Proplatycnemis pseudalatipes – gatunek ważki z rodziny pióronogowatych (Platycnemididae). Endemit Madagaskaru; stwierdzony na dwóch oddalonych od siebie stanowiskach – wyspie Nosy Boraha (fr. Île Sainte-Marie) oraz w Parku Narodowym Analamazotra. Za podgatunek P. pseudalatipes bywa uznawany P. pallidus z Parku Narodowego Marojejy; na World Odonata List jest on klasyfikowany jako osobny gatunek.